# 玛丽·特索尼
玛丽·特索尼 (英語：Mary Tsoni, 1987年—2017年5月8日) 是一位希腊女演员和歌手。她最知名的作品有《邪恶满城》 (2005)、《非普通教慾》(2009)和《邪恶满城2:尸代英雄》(2009)。其中她在电影《非普通教慾》中饰演角色夺得了萨拉热窝电影节最佳女主角奖项。 影片自身获得2010年奥斯卡最佳外语片奖提名。

## 生平
玛丽·特索尼出生在希腊雅典，是一个朋克音乐乐队主唱。在演员生涯之前，是一名化妆师。 玛丽·特索尼是2017年5月8日被朋友发现在自家公寓死亡，得年30岁。曾有报道透露她患有严重的抑郁症。